# Аккеші (острів)
Мали́й о́стрів Акке́ші (яп. 厚岸小島, あっけしこじま, МФА: [ak̚.keɕi kod͡ʑima]) або Мали́й о́стрів (яп. 小島, こじま, МФА: [kod͡ʑima]) — острів Японського архіпелагу. Належить містечку Аккеші, префектура Хоккайдо, Японія. Розташований біля входу до затоки Аккеші в Тихому океані. Площа — 0,05 км². Протяжність берегової лінії — 0,8 км. Населення — 13 осіб (2005). Води острова багаті на ламінарії. Заселяється лише у травні—листопаді, в період збирання ламінарій. В інші пори року — безлюдний. Сполучається чартерним човном із портом Аккеші. Рельєф острова рівнинний. На південному сході є невеликий пагорб. У підніжжя пагорба розташовані будинки рибалок. 